# 세단뛰기 대한민국 기록 추이
남자 세단뛰기 대한민국 추이는 다음과 같다.

## 남자
| # | 기록   | 바람 | 차이   | 선수   | 소속       | 날짜         | 대회명                            | 개최지              | 경기장                    | 주석 및 기타              | 동영상 |
|   | 15m 89 |      | +      | 박영준 | 한국체대   | 1984. 10. 14 | 제65회 전국 체육 대회             | 대한민국 대구       |                           | 종전 15.86 김원권 43년 전 |        |
|   | 16m 20 |      | + 31cm | 박영준 | 한국체대   | 1985. 04. 27 | 85 육상 시즌 오픈 기록회          | 대한민국 서울       | 서울 운동장               | [ 2 ]                     |        |
|   | 16m 24 |      | + 04cm | 박영준 | 한국체대   | 1985. 05. 12 | 제14회 전국 종별 육상 선수권 대회 | 대한민국 서울       | 서울 운동장               | [ 3 ]                     |        |
|   | 16m 27 |      | + 03cm | 박영준 | 한국체대   | 1985. 09. 14 | 제2회 국제 육상 경기 대회         | 대한민국 서울       | 올림픽 주경기장           | 3위.                      |        |
|   | 16m 35 |      | + 08cm | 박영준 | 한국체대   | 1985. 09. 25 | 제6회 아시아 육상 선수권 대회     | 인도네시아 자카르타 |                           |                           |        |
|   | 16m 37 |      | + 02cm | 박영준 | 한국체대   | 1987. 07. 22 | 제7회 아시아 육상 선수권 대회     | 싱가포르            |                           |                           |        |
|   | 16m 40 |      | + 03cm | 박민수 | 성남시청   | 1992. 10. 11 | 제73회 전국 체육 대회             | 대한민국 대구       | 시민운동장                | [ 5 ]                     |        |
|   | 16m 43 |      | + 03cm | 박민수 |            | 1993. 04. 25 | 제5회 전국실업단대항육상경기대회  | 대한민국 수원       | 수원종합운동장            | [ 6 ]                     |        |
|   | 16m 69 |      | + 26cm | 박민수 | 성남시청   | 1993. 06. 16 | 제47회 전국 육상 경기 선수권 대회 | 대한민국 서울       | 올림픽 주경기장           | [ 7 ]                     |        |
|   | 16m 73 |      | + 04cm | 박민수 | 성남시청   | 1994. 06. 18 | 제48회 전국 육상 경기 선수권 대회 | 대한민국 서울       | 올림픽 주경기장           |                           |        |
|   | 16m 78 |      | + 05cm | 김덕현 | 조선대학교 | 2005. 09. 03 | 제16회 아시아 육상 선수권 대회    | 대한민국 인천       | 문학 경기장               | 3위                       |        |
|   | 16m 79 |      | + 01cm | 김덕현 | 조선대학교 | 2005. 11. 04 | 제4회 동아시아 경기 대회          | 마카오              |                           | 1위                       |        |
|   | 16m 88 |      | + 09cm | 김덕현 | 조선대학교 | 2006. 09. 24 | 슈퍼 육상 경기 대회 2006 요코하마 | 일본 요코하마       | 요코하마 국제 종합 경기장 |                           |        |
|   | 17m 07 |      | + 19cm | 김덕현 | 조선대학교 | 2006. 10. 19 | 제87회 전국 체육 대회             | 대한민국 김천시     | 김천 종합 운동장          |                           |        |
|   | 17m 10 |      | + 03cm | 김덕현 | 광주시청   | 2009. 06. 05 | 제63회 전국 육상 경기 선수권 대회 | 대한민국 대구       | 대구 스타디움             | [ 8 ]                     |        |

## 여자
여자 세단뛰기 대한민국 추이는 다음과 같다.
| # | 기록     | 바람 | 차이   | 선수   | 소속     | 날짜         | 대회명                                        | 개최지          | 경기장           | 주석 및 기타                       | 동영상 |
|   | 12m 71   |      | + 03cm | 유순천 | 인천시청 | 1993. 05. 03 | 제22회 전국종별육상경기선수권대회             | 대한민국 대구   | 대구시민운동장   | 종전기록: 92년 7월 12m 68 (김효인) |        |
|   | 12m 77   |      | + cm   | 김효인 | 서울체고 | 1993. 05. 13 | 제1회 동아시아 경기 대회                      | 중국 상하이     |                  |                                    |        |
|   | 12m 78   |      | + 01cm | 임숙현 | 동아대   | 1994. 05. 11 | 제23회 전국종별육상경기선수권대회             | 대한민국 서울   | 올림픽 주경기장  | [ 9 ]                              |        |
|   | 13m 09 ? |      | + 31cm | 임숙현 | 동아대   | 1994. 06. 18 | 제48회 전국 육상 경기 선수권 대회             | 대한민국 서울   | 올림픽 주경기장  |                                    |        |
|   | 13m 12   |      | + 03cm | 임숙현 | 동아대   | 1995. 04. 29 | 제49회 전국 남녀 대학 대항 육상 선수권 대회 * | 대한민국 서울   | 올림픽 주경기장  |                                    |        |
|   | 13m 15   |      | + 03cm | 임숙현 | 동아대   | 1995. 06. 17 | 제49회 전국 육상 선수권 대회                  | 대한민국 서울   | 올림픽 주경기장  | [ 10 ]                             |        |
|   | 13m 37   |      | + 22cm | 이경선 | 인하대   | 1999. 10. 13 | 제80회 전국 체육 대회                         | 대한민국 인천   |                  | [ 11 ]                             |        |
|   | 13m 60   |      | + 23cm | 이경선 | 인하대   | 2000. 05. 02 | 제29회전국 종별 육상 경기 대회                | 대한민국 제천시 | 제천 종합 운동장 |                                    |        |
|   | 13m 92   |      | + 32cm | 김수연 | 안동시청 | 2006. 05. 26 | 제60회 전국 육상 경기 선수권 대회             | 대한민국 공주   | 공주 종합 운동장 |                                    |        |

## 더 읽어보기
- 세단뛰기 세계 기록 추이